# 三橋村 (埼玉県)
三橋村（みはしむら）は、かつて埼玉県北足立郡にあった村。
概ね現在のさいたま市大宮区上小町の全域、同桜木町・三橋の各一部、西区下内野の全域、同三橋の一部にあたる。

## 地理
- 河川 - 鴨川

三橋村の村名の由来は、村内を流れる鴨川に藤橋、並木橋、内野橋という3本の橋が架かっていたことから。
合併により大宮市の一部となってからは、村内の地名は中小村田→中小町、上小村田→上小町、側ヶ谷戸→側ヶ谷戸町、並木→並木上・中・南町、下内野→内野下町などと呼ばれていた。これは通称の町名であり、正式な表記としては依然として大字並木や大字上小村田など従前のものを引き継いでいた。
その後大宮市内で町名地番整理が始まり、この地区は並木○丁目や小村田○丁目と命名される予定であったが、地域住民からかつての三橋村の名を残したいという申し出があり、「三橋」が残ることとなった。
並木や小村田、側ヶ谷戸といった地名は現在は消滅しており、バス停や公園の名に名を留める。また大宮区上小町は旧地名の大字上小村田からきている。

### 隣接していた自治体
※下記の自治体は現在さいたま市であり、括弧内は市内の行政区を示す。
- 北足立郡
  - 大宮町（大宮区・北区）
  - 与野町（中央区）
  - 日進村（北区・大宮区）
  - 植水村（西区）

## 歴史
- 1889年（明治22年）4月1日 - 町村制施行に伴い、北足立郡並木村、上小村田村、下内野村、側ヶ谷戸村、中小村田村の区域をもって並木村（なみきむら）が成立[2]。
- 1891年（明治24年）12月23日 - 三橋村に改称[1][3]。
- 1940年（昭和15年）11月3日 - 北足立郡大宮町、大砂土村、日進村、宮原村と新設合併し、大宮市が発足[3]。同日三橋村廃止。

## 行政

### 村長
村長は以下の通り。
- 武笠庄太郎[4]

## 経済

### 産業
農業
『大日本篤農家名鑑 第1冊 明治43年5月』によると、三橋村の篤農家は石山、鈴木、林などがいた。

## 名所・旧跡
- 側ヶ谷戸古墳群